# Micropsectra silvesterae
Micropsectra silvesterae är en tvåvingeart som beskrevs av Langton 1999. Micropsectra silvesterae ingår i släktet Micropsectra och familjen fjädermyggor. Inga underarter finns listade i Catalogue of Life.